# Veronica polita
Veronica polita là một loài thực vật có hoa trong họ Mã đề. Loài này được Fr. miêu tả khoa học đầu tiên năm 1828.

## Hình ảnh

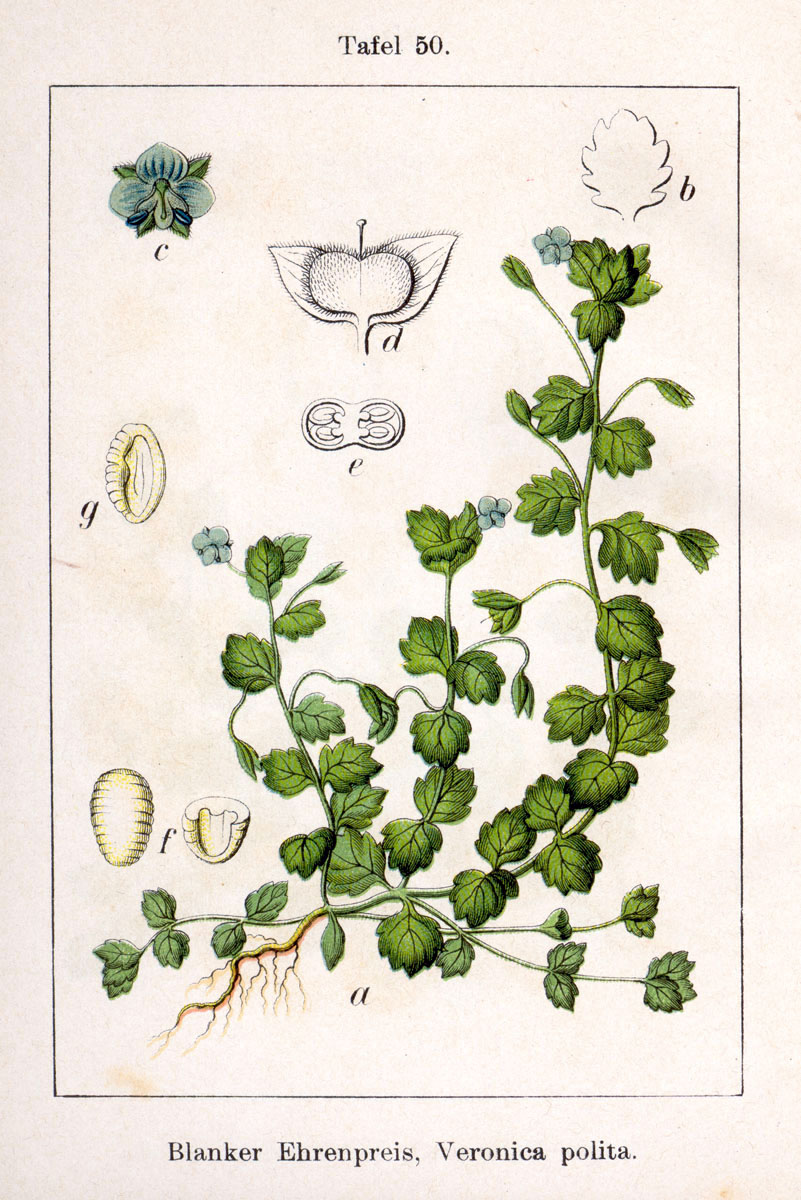
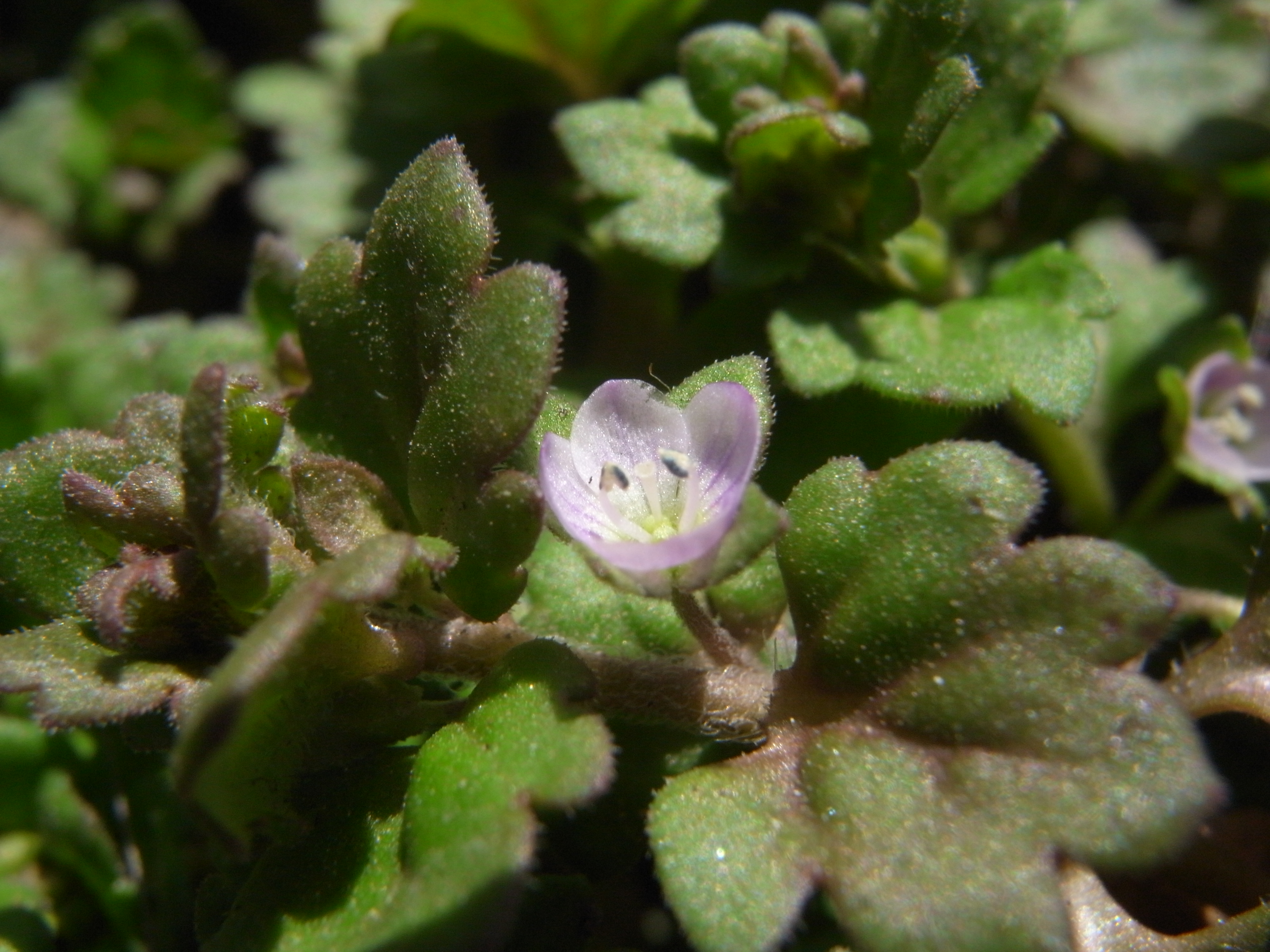
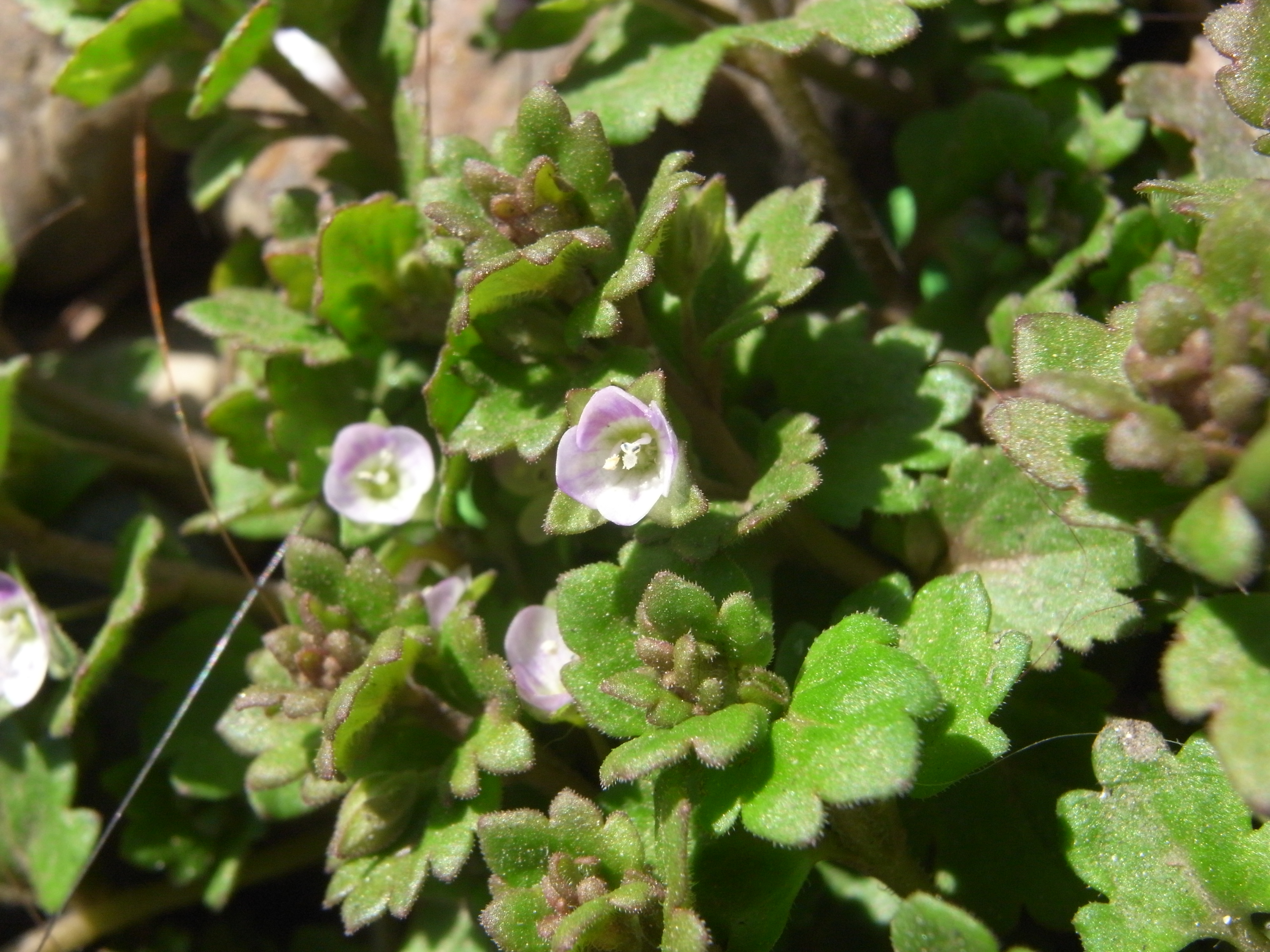
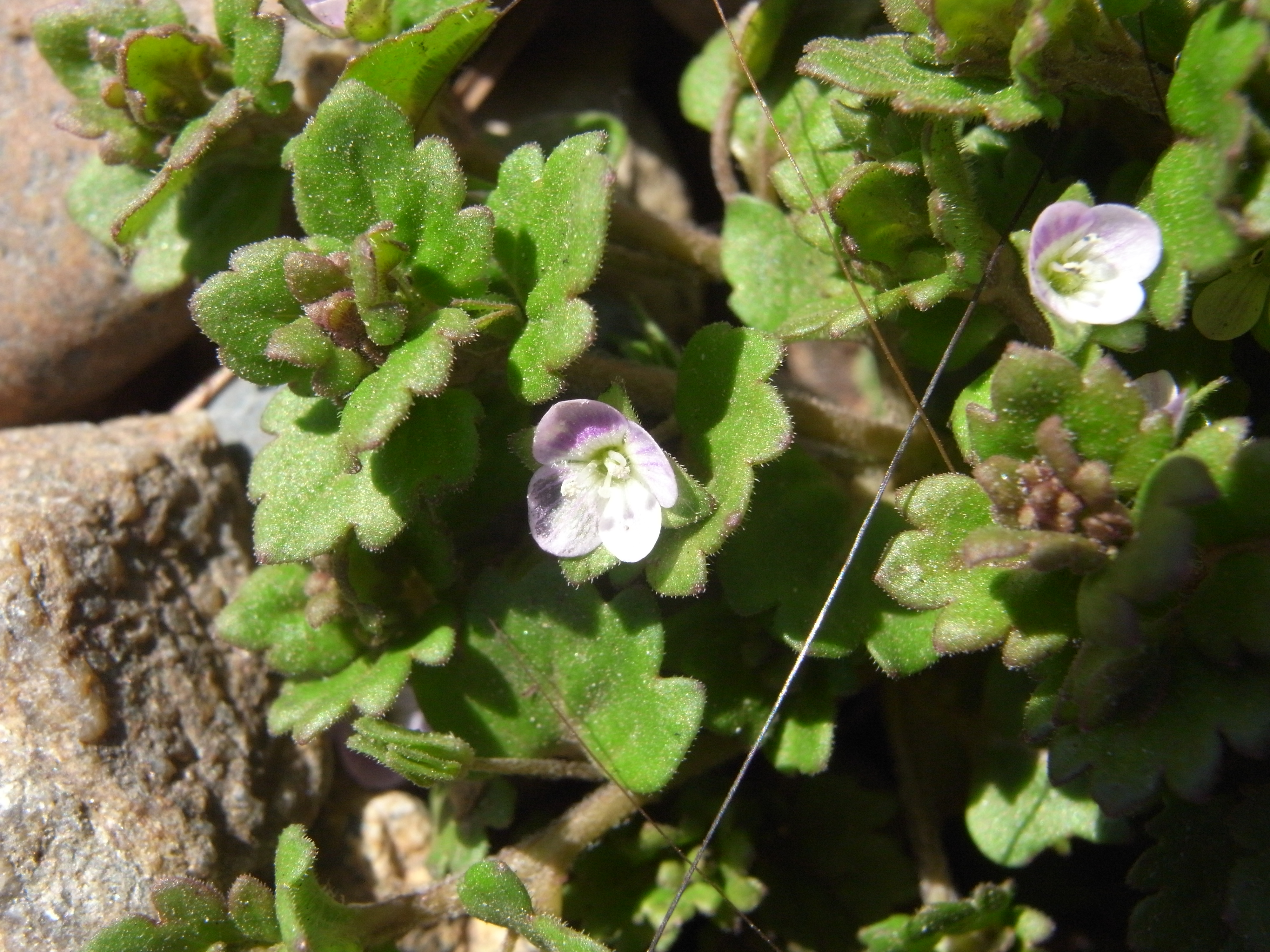